# Lijst van personen overleden in januari 2023
Dit is een lijst van bekende personen die zijn overleden in januari 2023.

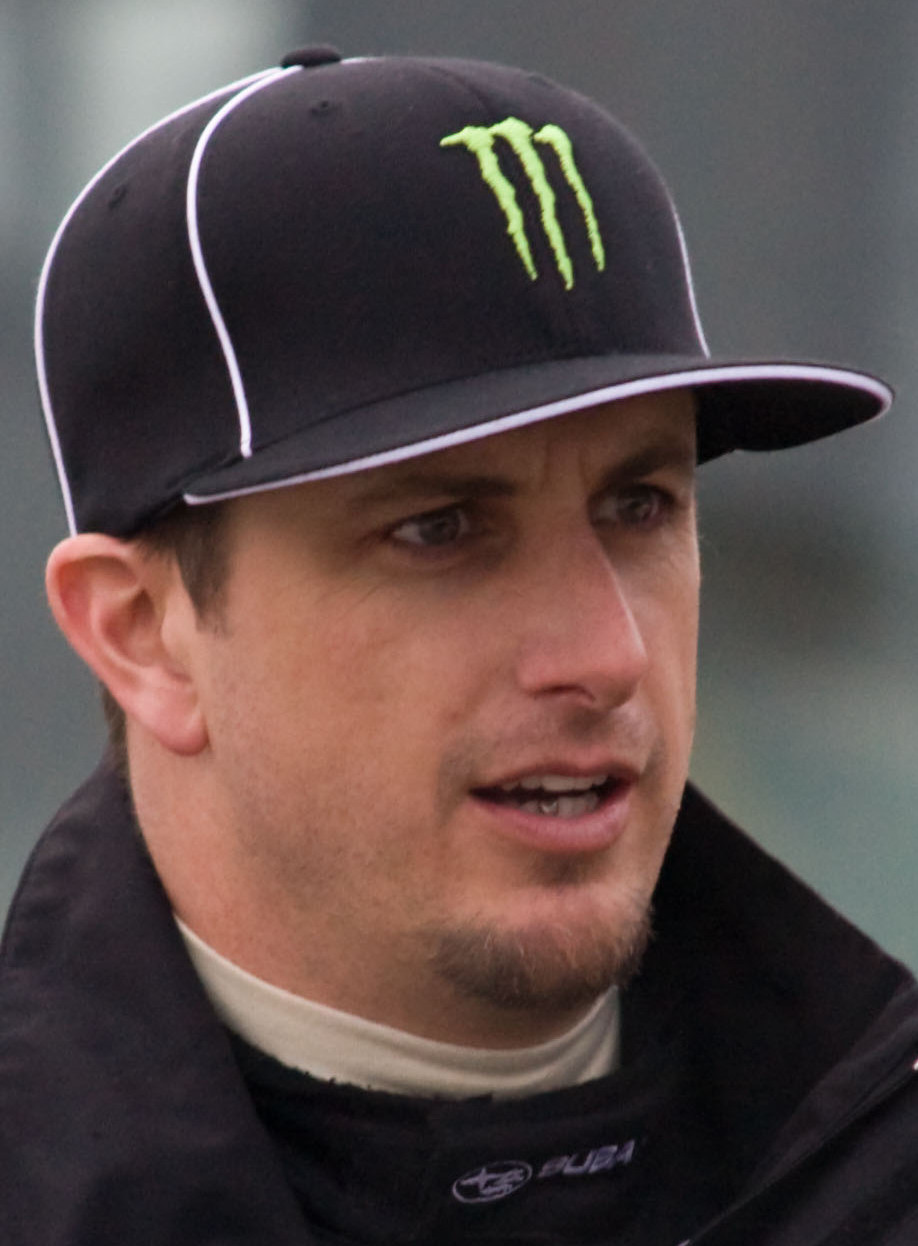
Ken Block
2 januari

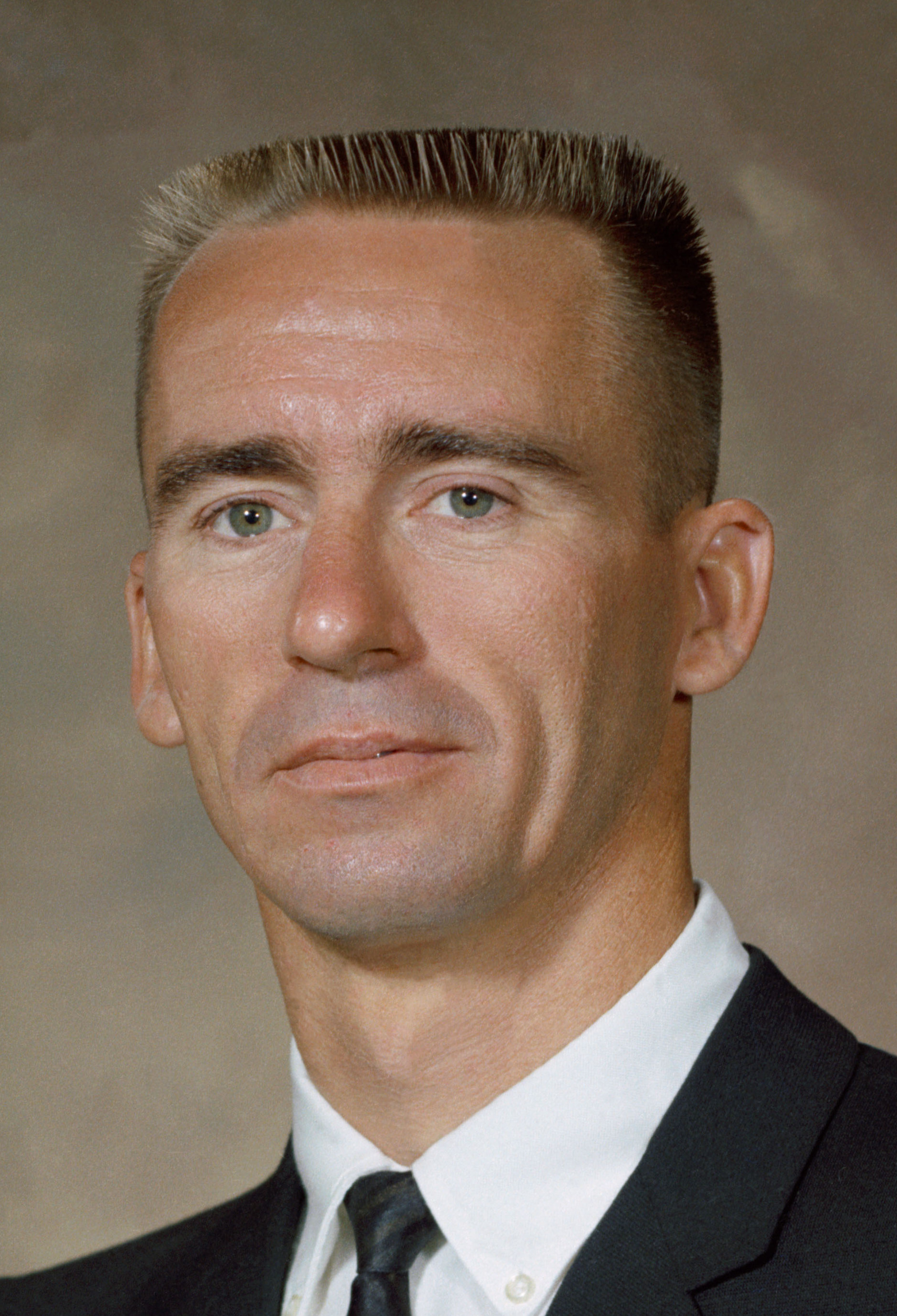
Walter Cunningham
3 januari

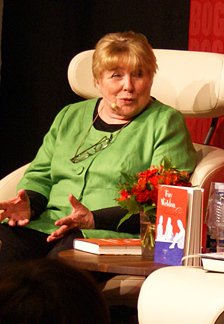
Fay Weldon
4 januari

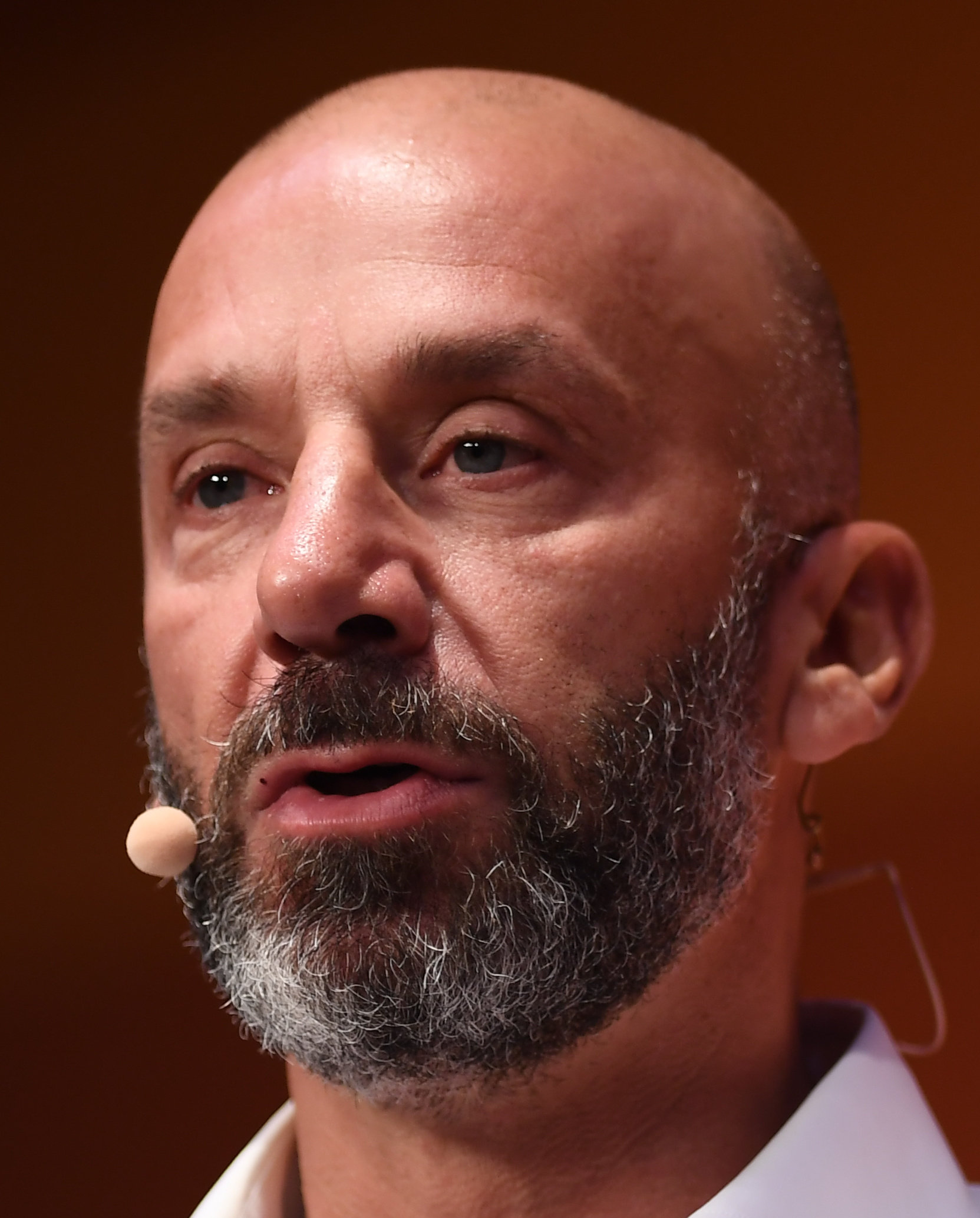
Gianluca Vialli
6 januari

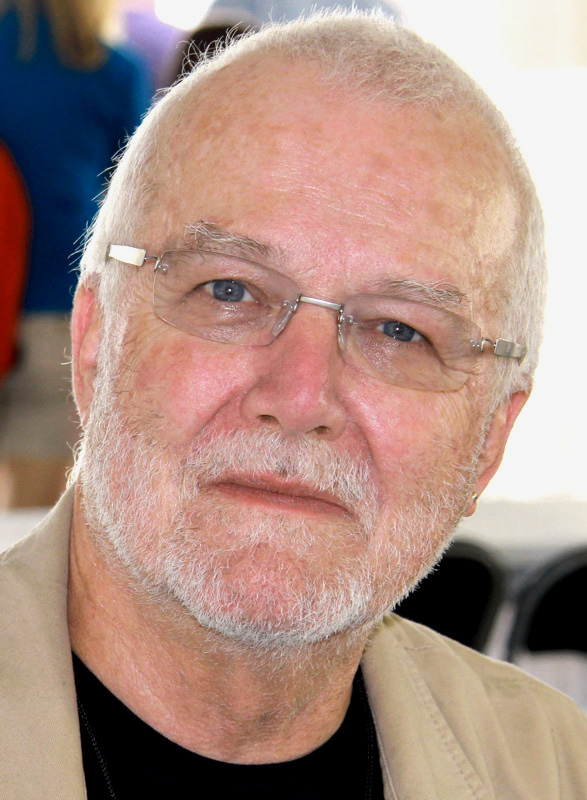
Russell Banks
7 januari

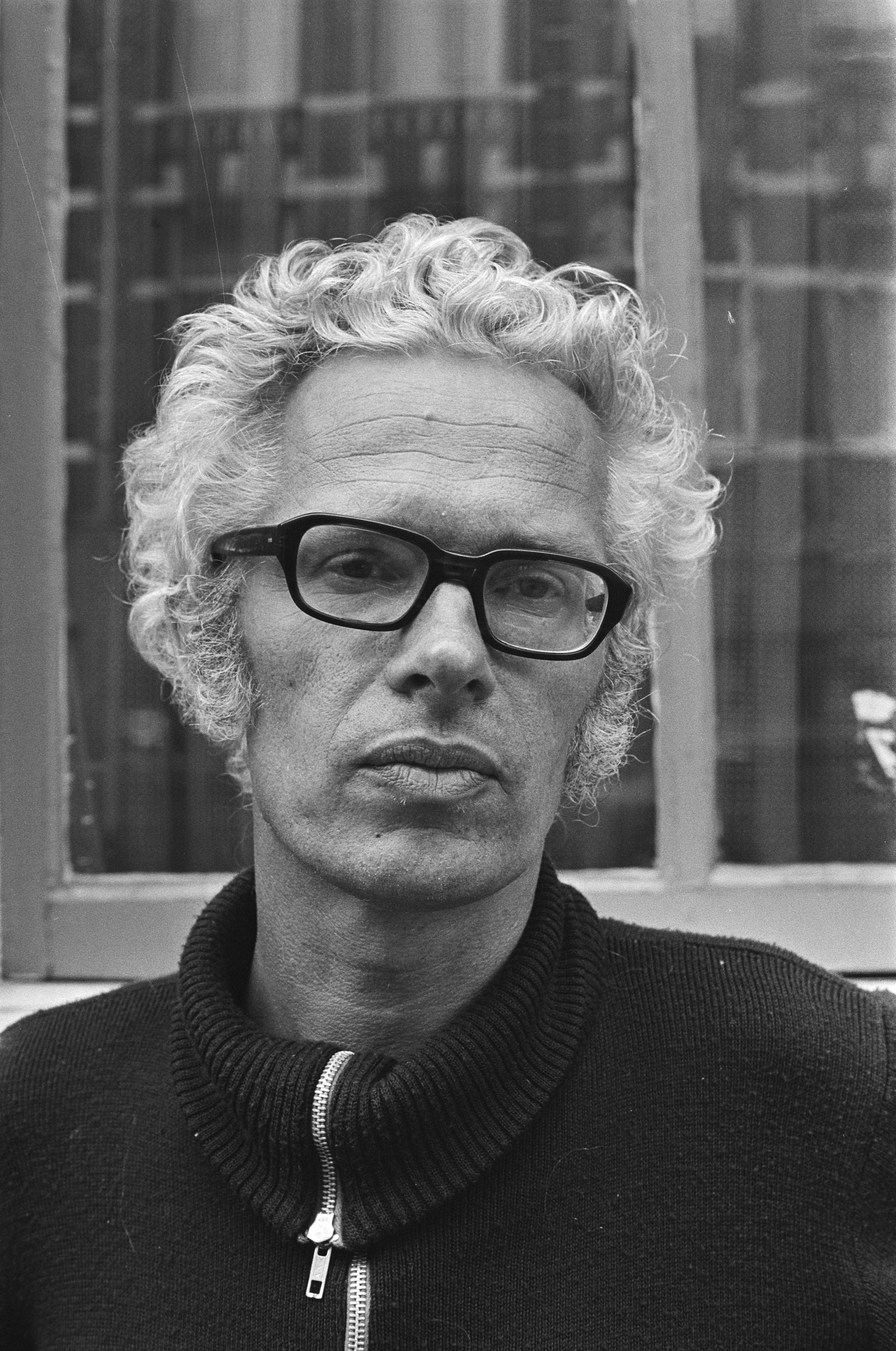
Sietse Bosgra
8 januari

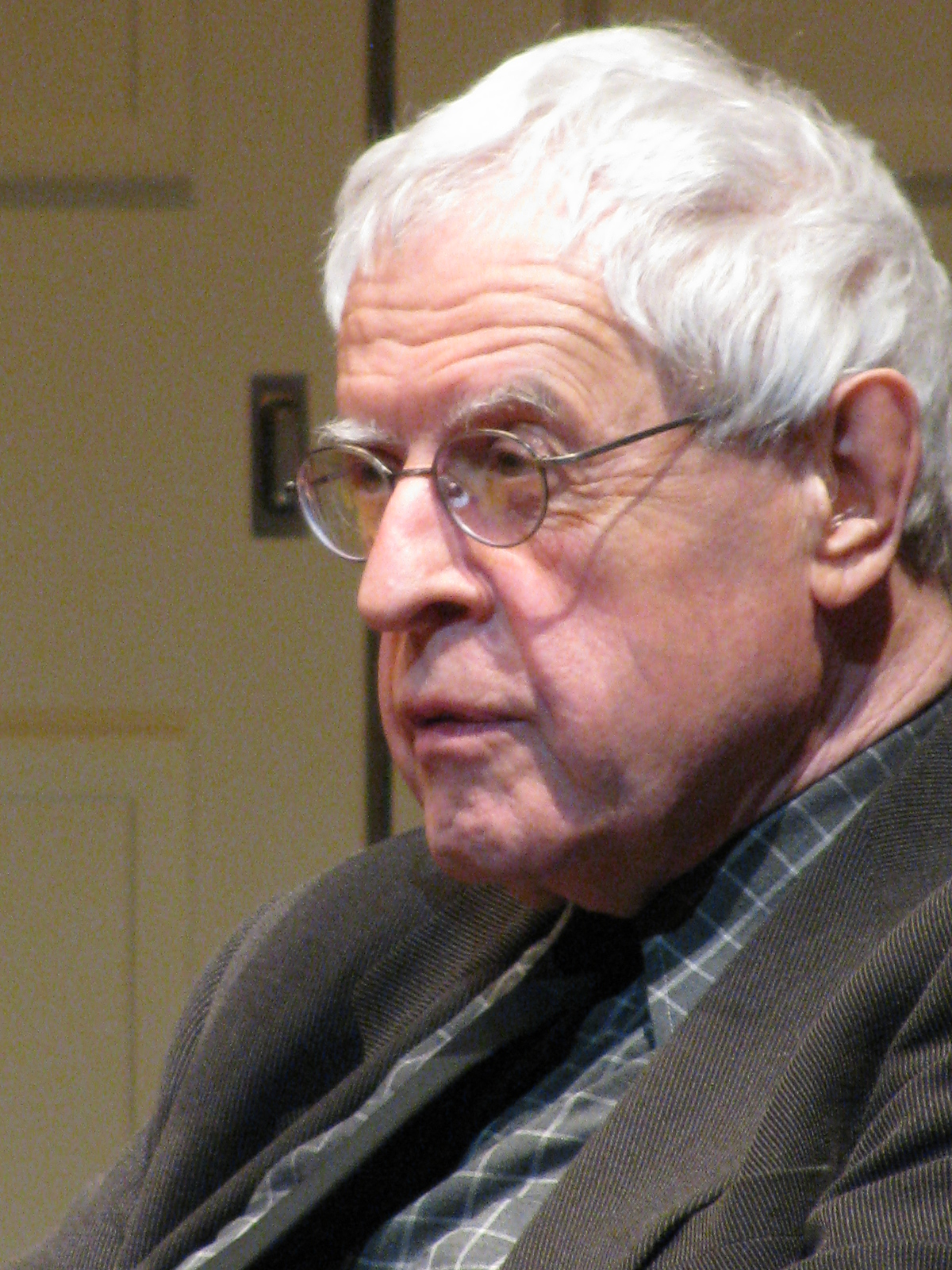
Charles Simic
9 januari

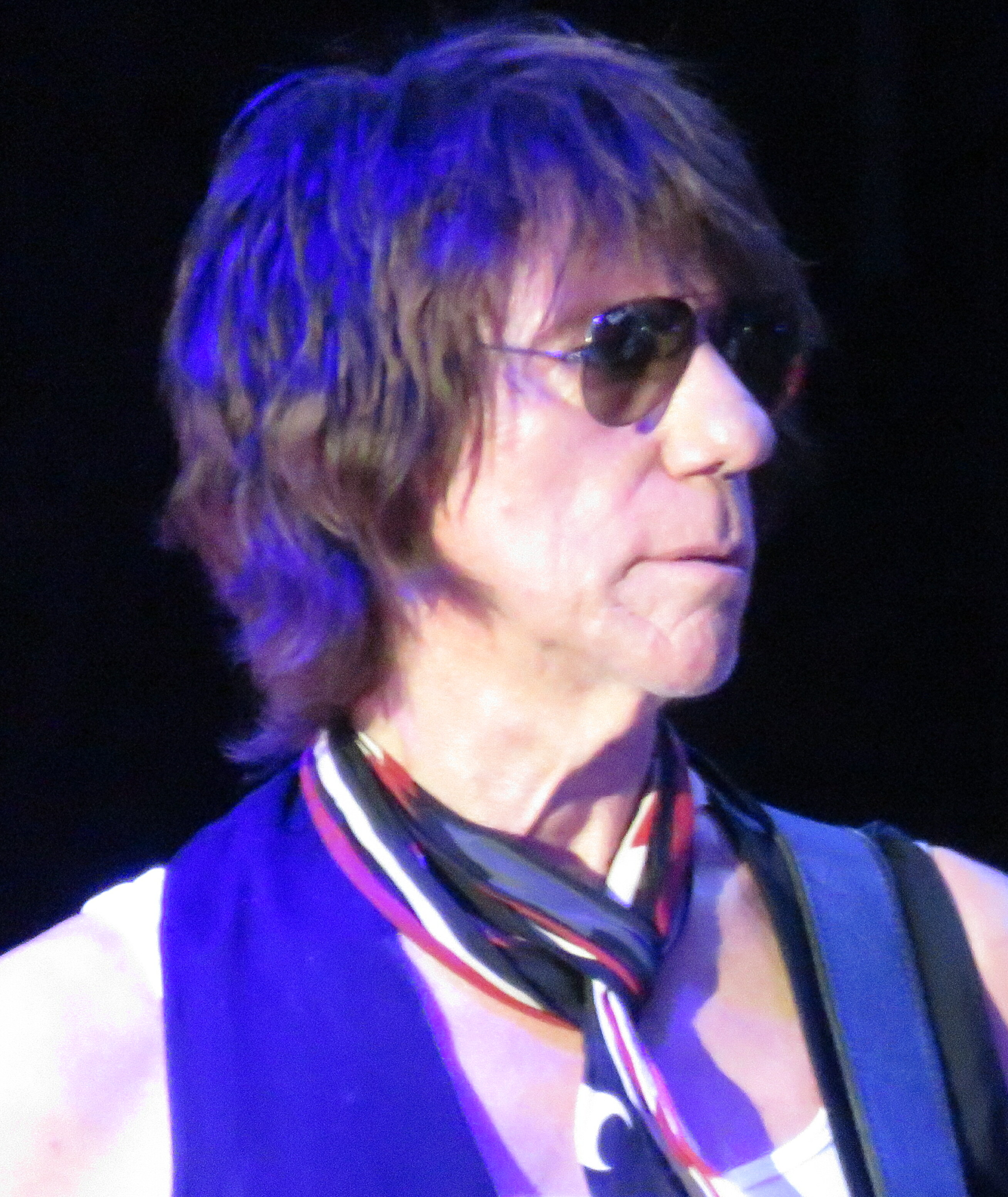
Jeff Beck
10 januari

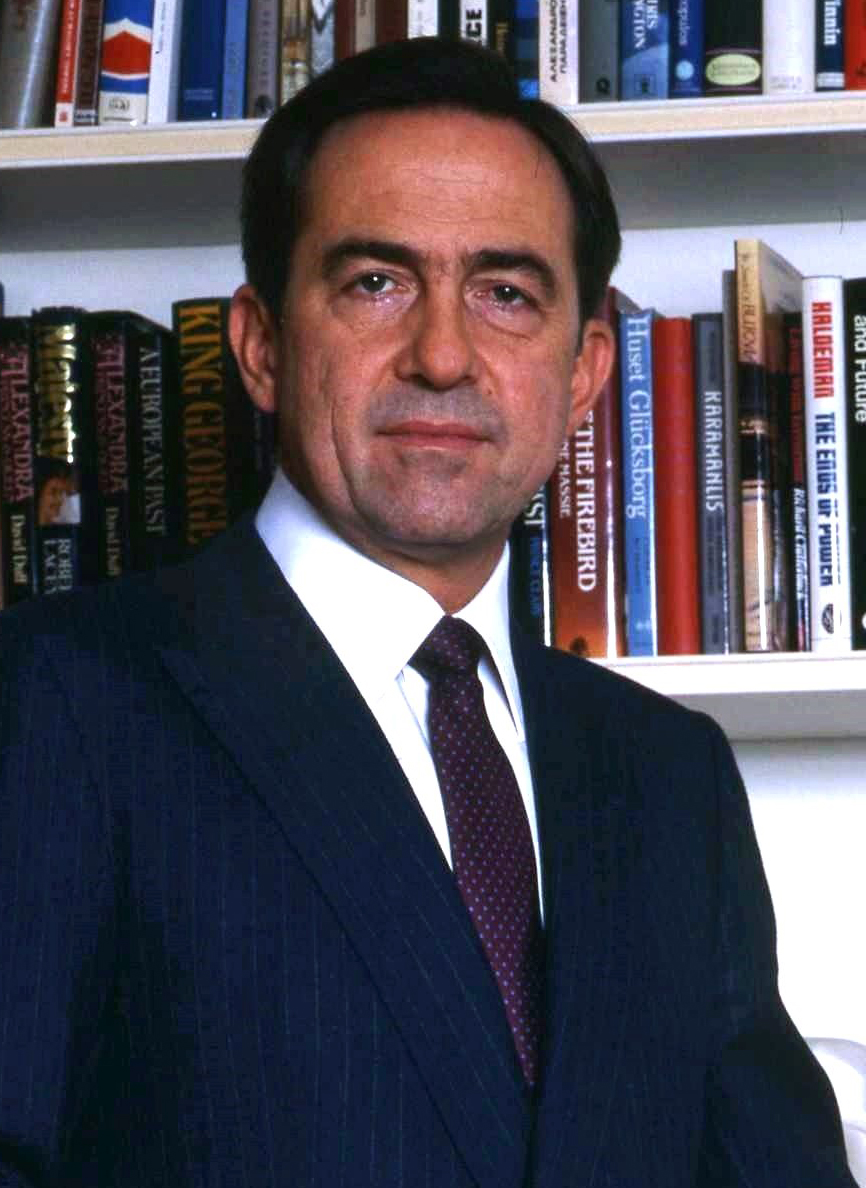
Constantijn II van Griekenland
10 januari

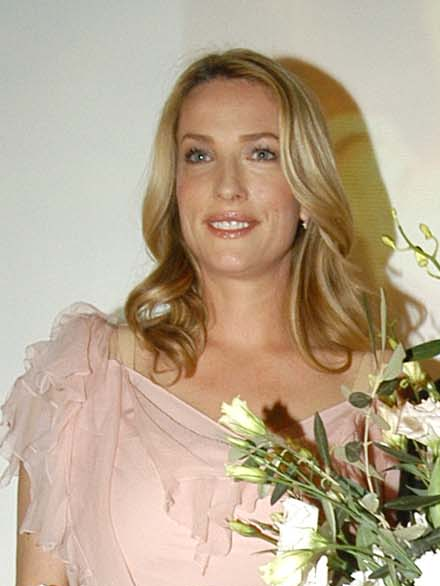
Tatjana Patitz
11 januari

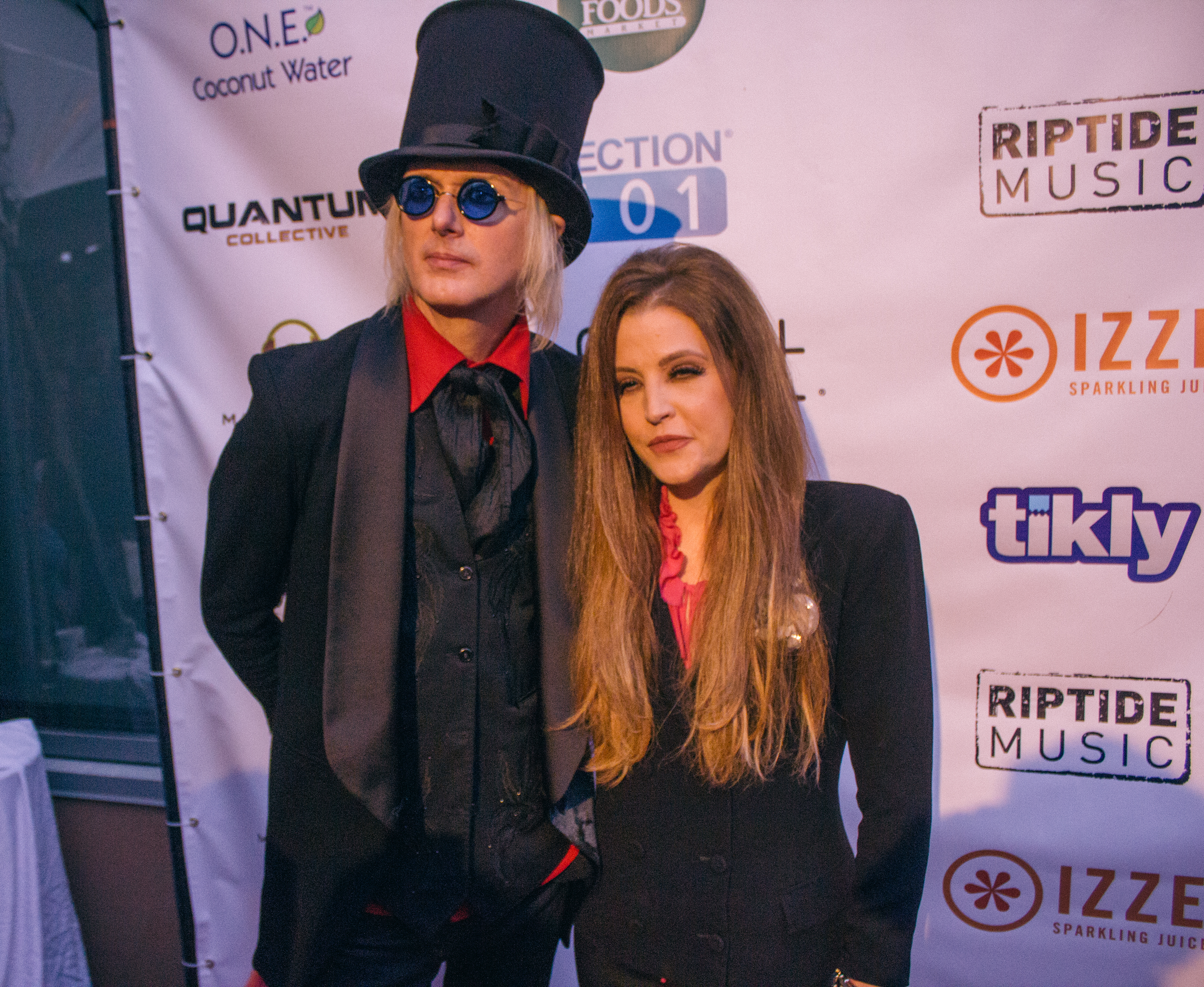
Lisa Marie Presley
12 januari

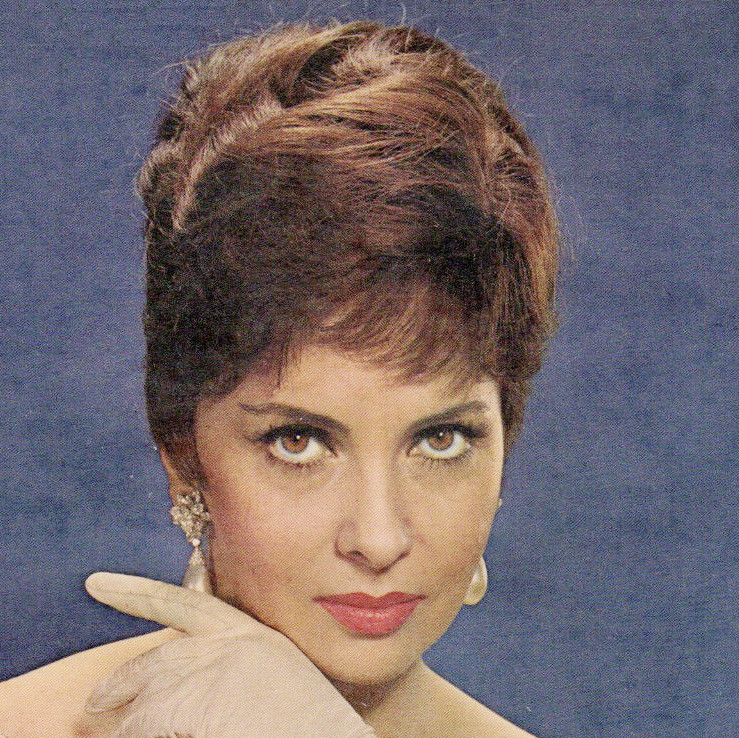
Gina Lollobrigida
16 januari

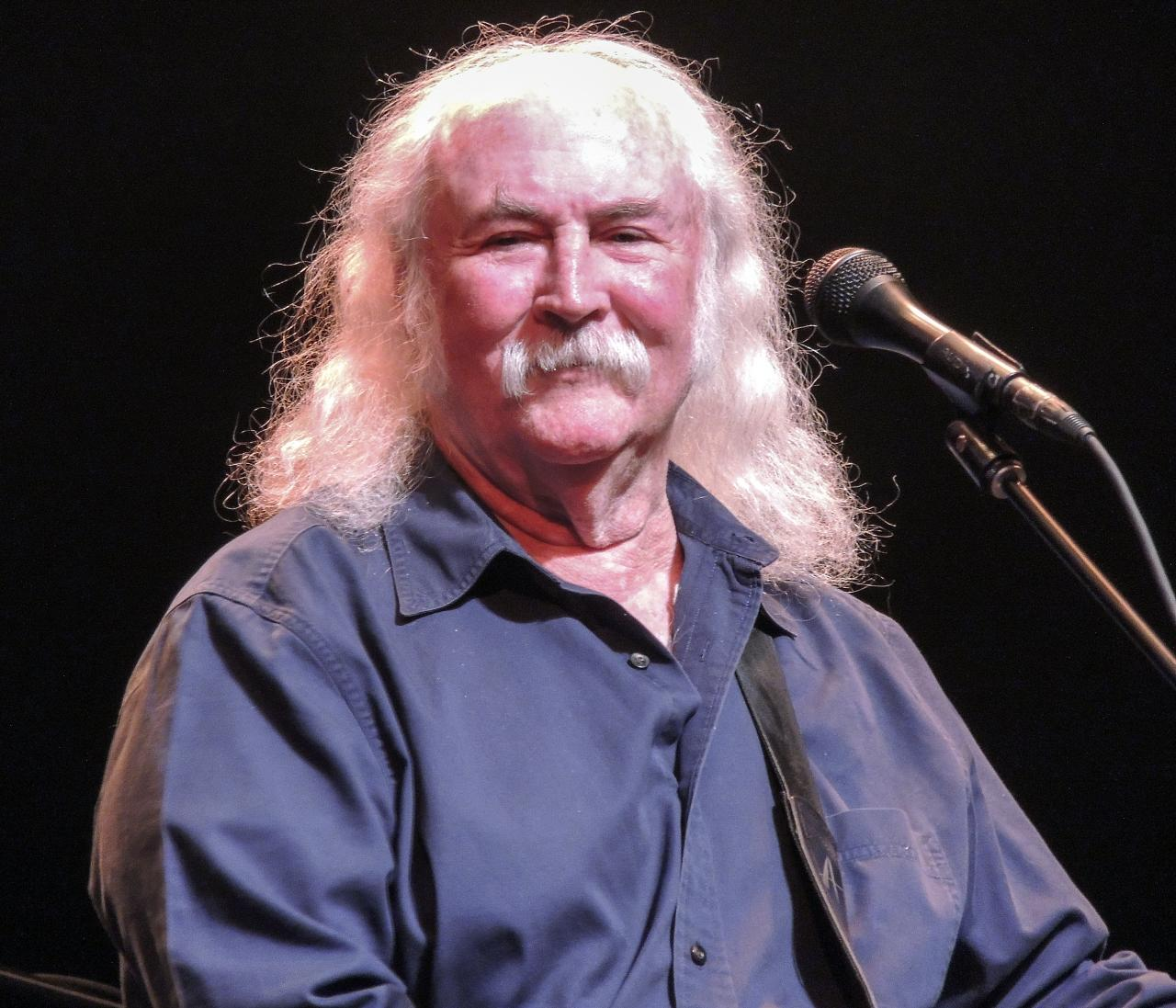
David Crosby
18 januari

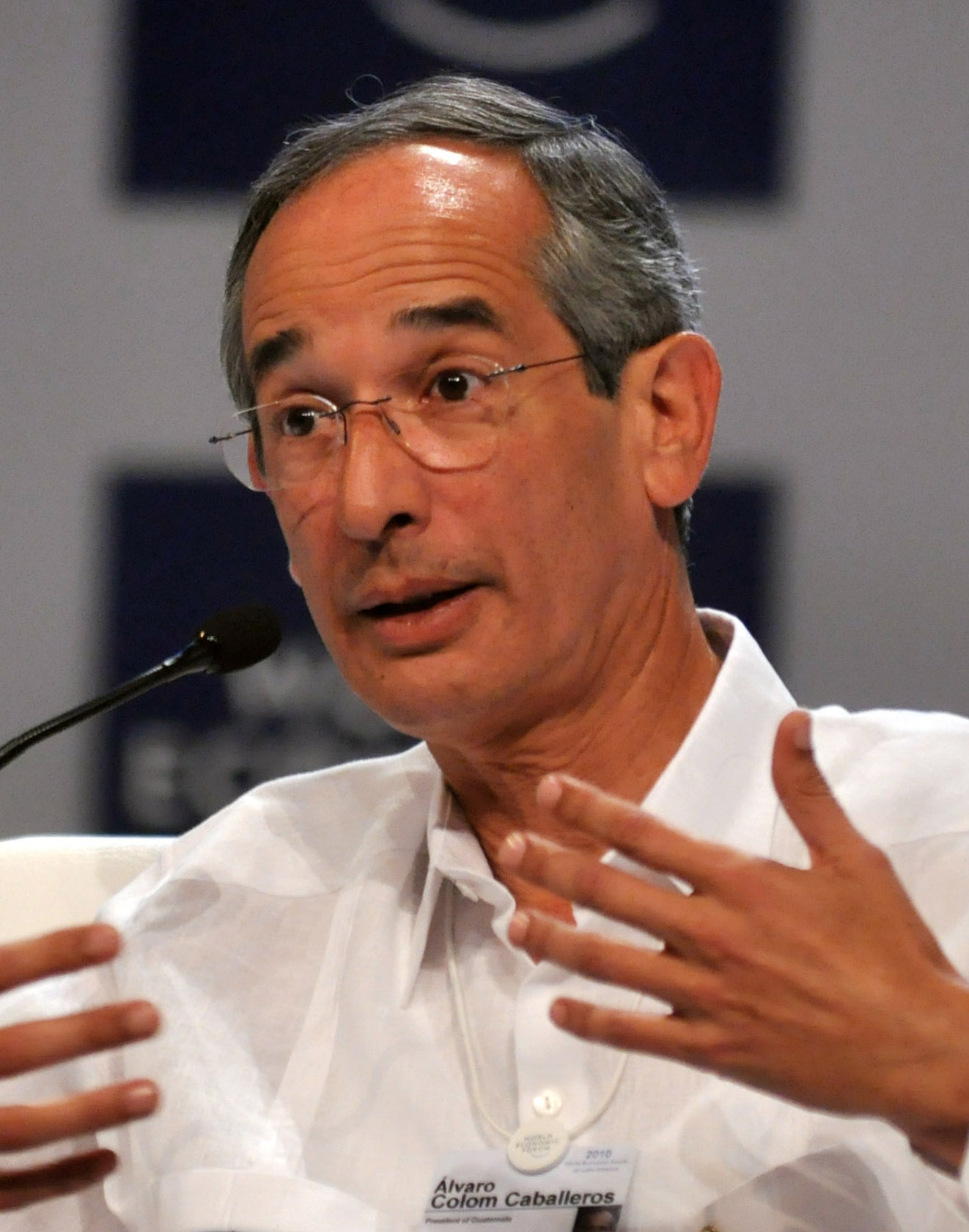
Álvaro Colom
23 januari

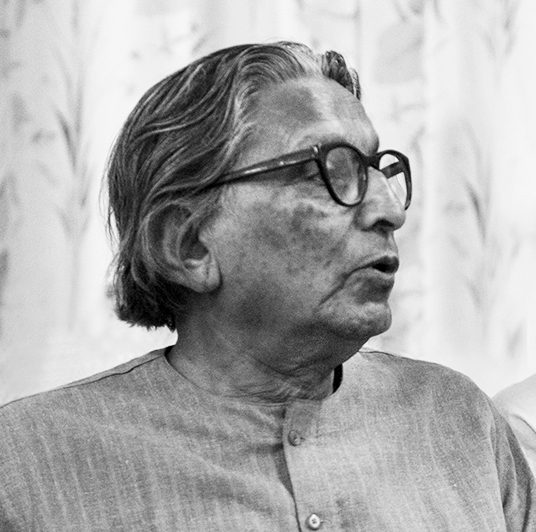
Balkrishna Doshi
24 januari

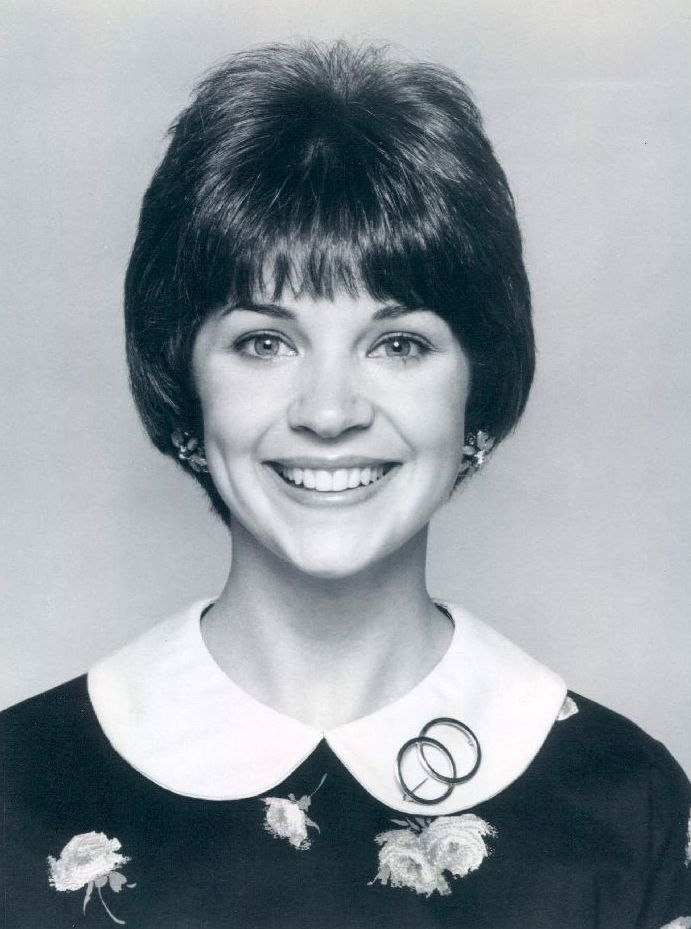
Cindy Williams
25 januari

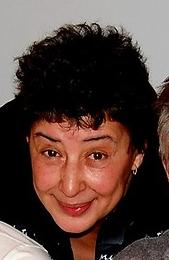
Heddy Lester
29 januari

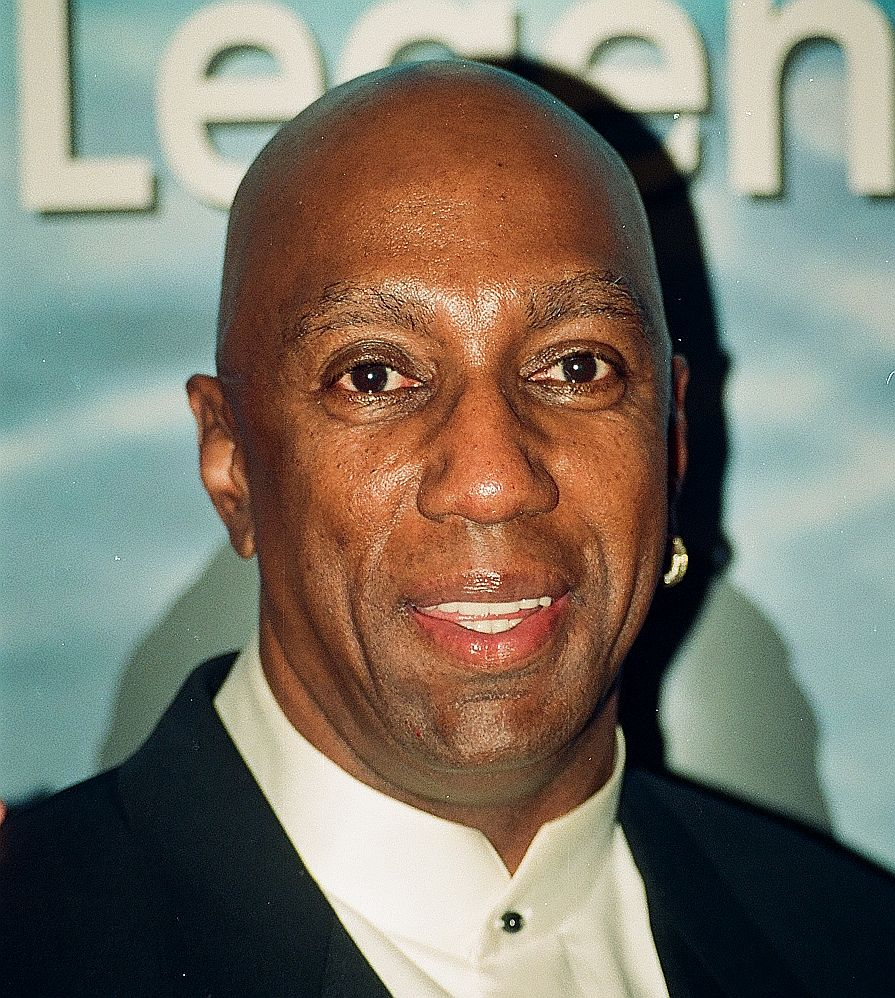
Barrett Strong
29 januari

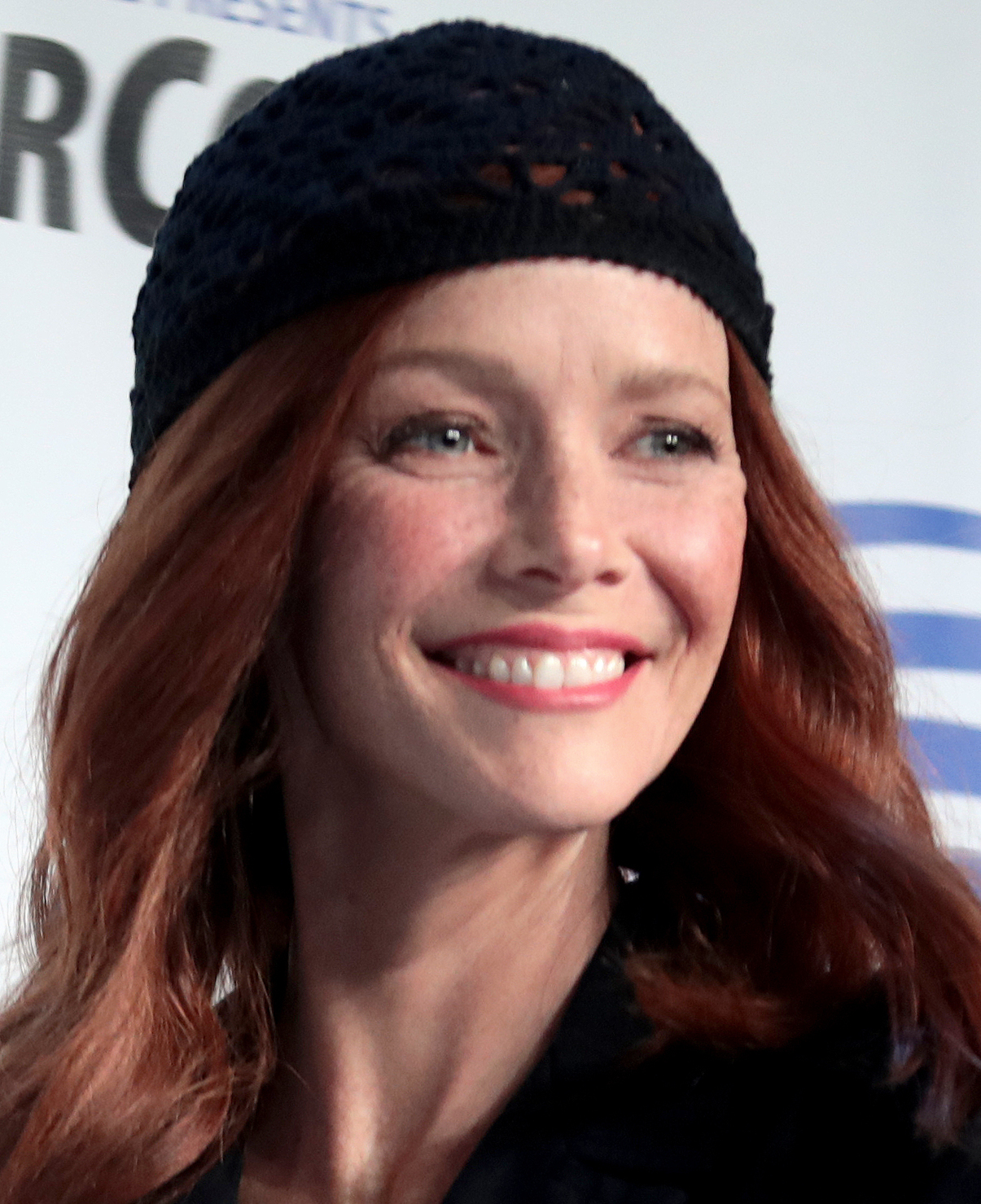
Annie Wersching
29 januari

| 1 | 2 | 3 | 4 | 5 | 6 | 7 | 8 | 9 | 10 | 11 | 12 | 13 | 14 | 15 | 16 | 17 | 18 | 19 | 20 | 21 | 22 | 23 | 24 | 25 | 26 | 27 | 28 | 29 | 30 | 31 |
| - | - | - | - | - | - | - | - | - | -- | -- | -- | -- | -- | -- | -- | -- | -- | -- | -- | -- | -- | -- | -- | -- | -- | -- | -- | -- | -- | -- |

### 1 januari
- Bob Jongen (95), Nederlands voetballer[1]
- Frank McGarvey (66), Schots voetballer[2]
- Fred White (67), Amerikaans drummer[3]

### 2 januari
- Ken Block (55), Amerikaans rallyrijder[4]
- Suzy McKee Charnas (83), Amerikaans sciencefiction- en fantasyschrijfster[5]
- Marilyn Stafford (97), Brits fotojournalist en modefotograaf[6]
- Kingsize Taylor (83), Brits rockmuzikant[7]
- Abderrahim Tounsi (86), Marokkaans komiek[8]

### 3 januari
- Alberto Borin (82), Belgisch politicus[9]
- James D. Brubaker (85), Amerikaans filmproducent[10]
- Walter Cunningham (90), Amerikaans astronaut[11]
- Nicolás Redondo Urbieta (95), Spaans politicus[12]

### 4 januari
- Maarten van Emden (85), Nederlands-Canadees wiskundige en computerwetenschapper[13]
- Michel Ferté (64), Frans autocoureur[14]
- Renee Gailhoustet (93), Frans architect[15]
- David Gold (86), Brits zakenman[16]
- Pierre Joassin (74), Belgisch filmregisseur en scenarist[17]
- Manfred Krikke (90), Nederlands teammanager wielerploeg[18]
- Marie Kovářová (95), Tsjecho-Slowaaks turnster[19]
- Rosi Mittermaier (72), Duits alpineskiester[20]
- Hans Rebele (79), Duits voetballer[21]
- Fay Weldon (91), Brits auteur[22]

### 5 januari
- Earl Boen (81), Amerikaans acteur[23]
- Ernesto Castano (83), Italiaans voetballer[24]
- Renate Garisch-Culmberger (83), Duits atlete[25]
- Gordy Harmon (79), Amerikaans soulzanger[26]

### 6 januari
- Annette McCarthy (64), Amerikaans actrice[27]
- Owen Roizman (86), Amerikaans cameraman[28]
- Dick Savitt (95), Amerikaans tennisser[29]
- Gianluca Vialli (58), Italiaans voetballer en voetbaltrainer[30]

### 7 januari
- Russell Banks (82), Amerikaans schrijver[31]
- Frank Geleyn (62), Belgisch auteur[32]
- Yuri Manin (85), Russisch wiskundige[33]
- Modeste M'bami (40), Kameroens voetballer[34]

### 8 januari
- Sietse Bosgra (87), Nederlands politiek activist[35]
- Roberto Dinamite (68), Braziliaans voetballer en politicus[36]
- Adriaan Vlok (85), Zuid-Afrikaans politicus[37]

### 9 januari
- Seamus Begley (73), Iers accordeonist[38]
- Jaap van Benthem (85), Nederlands musicoloog[39]
- Melinda Dillon (83), Amerikaans actrice[40]
- Simone Kramer (83), Nederlands auteur[41]
- Yoriaki Matsudaira (91), Japans componist[42]
- Raymond Mertens (89), Belgisch voetballer en voetbalcoach[43]
- Ferenc Mészáros (72), Hongaars voetballer[44]
- Alex Müller (95), Zwitsers natuurkundige en Nobelprijswinnaar[45]
- Mikio Sato (94), Japans wiskundige[46]
- Charles Simic (84), Amerikaans dichter van Joegoslavische afkomst[47]

### 10 januari
- Jeff Beck (78), Brits gitarist[48]
- Dennis Budimir (84), Amerikaans jazzgitarist[49]
- Constantijn II van Griekenland (82), koning van Griekenland (1964-1973)[50]
- Jean Gevenois (91), Belgisch politicus[51]
- Ireneus I van Jeruzalem (83), Grieks-orthodox patriarch van Jeruzalem[52]
- George Pell (81), Australisch kardinaal[53]
- Roy Frederick Schwitters (78), Amerikaans hoogleraar natuurkunde[54]

### 11 januari
- Carole Cook (98), Amerikaans actrice[55]
- Charles Kimbrough (86), Amerikaans acteur[56]
- Ben Masters (75), Amerikaans acteur[57]
- Tatjana Patitz (56), Duits model[58]
- Yukihiro Takahashi (70), Japans muzikant, zanger, producer en acteur[59]
- Theo van Zee (81), Nederlands korfballer en korfbalcoach[60]

### 12 januari
- Robbie Bachman (69), Canadees hardrockdrummer[61][62]
- Henny van Batenburg-Jansen (99), Nederlandse verzetsstrijdster[63]
- Els Bendheim (99), Nederlands-Israëlisch theoloog, auteur en orthodox leider[64]
- Ron de Jong (60), Nederlands crimineel[65]
- Henri De Wolf (86), Belgisch wielrenner[66]
- Toos Grol-Overling (91), Nederlands politica[67]
- Klas Lestander (91), Zweeds biatleet[68]
- Lisa Marie Presley (54), Amerikaans zangeres[69]

### 13 januari
- Al Brown (83), Amerikaans acteur[70]
- Robbie Knievel (60), Amerikaans stuntman[71]
- Piet van Putten (81), Nederlands goochelaar en theaterartiest[72]

### 14 januari
- Alireza Akbari (61), Iraans-Brits politicus[73]
- Theo Bunjes (85), Nederlands burgemeester[74]
- Matthias Carras (58), Duits zanger en presentator[75]
- Carl Hahn (96), Duits zakenman[76]
- Mursal Nabizada (32), Afghaans politica[77]
- Inna Tsjoerikova (79), Russisch actrice[78]
- Lieuwe Westra (40), Nederlands wielrenner[79]
- John Wickham (73), Brits autoraceteameigenaar[80]

### 15 januari
- Bruce Gowers (82), Brits televisie- en videoclipregisseur[81]
- Piet van Heusden (93), Nederlands wielrenner[82]
- Andrew Jones (39), Brits filmregisseur, scenarioschrijver, editor en filmproducent[83]
- Jan Krol (60), Nederlands acteur[84]
- Albert Megens (83), Nederlands dichter[85]
- Fons Panis (90), Nederlands burgemeester[86]
- Dilip Sardjoe (73), Surinaams ondernemer[87]
- Doris Svensson (75), Zweeds zangeres[88]

### 16 januari
- Mousse Boulanger (96), Zwitsers schrijfster, actrice en journaliste[89]
- Vladislavas Česiūnas (82), Sovjet-Litouws kanovaarder[90]
- Jann Hoffmann (65), Deens darter[91]
- Gina Lollobrigida (95), Italiaans actrice[92]

### 17 januari
- Jay Briscoe (38), Amerikaans professioneel worstelaar[93]
- Van Conner (55), Amerikaans rockmuzikant[94]
- Renée Geyer (69), Australisch zangeres[95]
- Arjan Paans (53), Nederlands journalist[96]
- Edward Pressman (79), Amerikaans filmproducent[97]
- Jonathan Raban (80), Brits auteur[98]
- Lucile Randon (118), Frans supereeuwelinge[99]
- Cornelius Rogge (90), Nederlands kunstenaar[100]
- Stanislav Tereba (85), Tsjechisch fotojournalist[101]

### 18 januari
- Donn Cambern (93), Amerikaans filmredacteur[102]
- David Crosby (81), Amerikaans gitarist en singer-songwriter[103]
- Clytus Gottwald (97), Duits componist en muziekwetenschapper[104]
- Denys Monastyrsky (42), Oekraïens politicus[105]
- Marcel Zanini (99), Turks-Frans jazzklarinettist, -saxofonist en chansonnier[106]

### 19 januari
- Rudy Englebert (72), Nederlands bassist[107]
- Elke Messelink (53), Nederlands skiester en tafeltennisster bij de Special Olympics[108]
- Jos Van Riel (79), Belgisch voetballer[109]
- Anton Walkes (25), Engels voetballer[110]

### 20 januari
- Mathy Engelen (64), Belgisch kunstenaar[111]
- Albin Eser (87), Duits strafrechtgeleerde en hoogleraar[112]
- Olivia Geerolf (72), Belgisch choreografe[113]
- Julien Goekint (93), Belgisch politicus[114]
- Arno van der Heyden (61), Nederlands cabaretier en acteur[115]

### 21 januari
- Ritt Bjerregaard (81), Deens politica[116]
- Bernard Greene (B.G. the Prince of Rap) (57), Amerikaans-Duitse rapper[117]
- Susi Hyldgaard (59), Deens-Amerikaans jazzzangeres, pianiste en componiste[118]
- Stephanie Subercaseaux (38), Chileens wielrenster[119]

### 22 januari
- Easley Blackwood (89), Amerikaans componist, musicoloog en pianist[120]
- Corrie de Boer (90), Nederlands kunstenares[121]
- Lloyd Morrisett (93), Amerikaans ondernemer en televisiemaker[122]
- Lenie de Nijs (83), Nederlands zwemster[123]

### 23 januari
- Álvaro Colom (71), Guatemalteeks politicus[124]
- William Lawvere (85), Amerikaans wiskundige[125]
- Peter Maas (69), Nederlands burgemeester[126]
- Carol Sloane (85), Amerikaans jazzzangeres[127]
- Top Topham (75), Brits rock- en bluesgitarist[128]
- Inge van der Velden (30), Nederlands rugbyspeelster[129]
- Harald de Vlaming (68), Nederlands zeiler[130]

### 24 januari
- Balkrishna Doshi (95), Indiaas architect[131]
- Twan Tak (80), Nederlands jurist[132]

### 25 januari
- Eric Bisschop (64), Belgisch magistraat[133]
- Angelina Ruzzafante (57), Nederlands sopraan[134]
- Cindy Williams (75), Amerikaans actrice[135]
- Momo Zhou (31), Chinees dartster[136]

### 26 januari
- Dean Daughtry (76), Amerikaans toetsenist[137]
- Hay Holthuijsen (76), Nederlands voetballer[138]

### 27 januari
- Daniel Boone (80), Brits zanger[139]
- Gregory Allen Howard (70), Amerikaans scenarioschrijver en filmproducent[140]
- Michail Moestygin (85), Russisch voetballer[141]
- Ghislaine Pierie (53), Nederlands actrice[142]
- Floyd Sneed (83), Amerikaans drummer[143]
- Sylvia Syms (89), Brits actrice[144]

### 28 januari
- Odd Børre (83), Noors zanger[145]
- Krister Kristensson (80), Zweeds voetballer[146]
- Lisa Loring (64), Amerikaans actrice[147]
- Adama Niane (56), Frans acteur[148]
- Kevin O’Neal (77), Amerikaans acteur[149]
- Harold Rusland (84), Surinaams vakbondsleider en politicus[150]
- Tom Verlaine (73), Amerikaans zanger, songwriter en gitarist[151]

### 29 januari
- Heddy Lester (Heddy Affolter) (72), Nederlands zangeres[152]
- George R. Robertson (89), Canadees acteur[153]
- Kyle Smaine (31), Amerikaans freestyleskiër[154]
- Barrett Strong (81), Amerikaans soulzanger en tekstdichter[155]
- Annie Wersching (45), Amerikaans actrice[156]
- Gerhard Woitzik (95), Duits politicus[157]

### 30 januari
- Viktor Agejev (86), Russisch waterpolospeler[158]
- Kees Blokker (62), Nederlands fotograaf en fotojournalist[159]
- Bobby Hull (84), Canadees ijshockeyspeler[160]
- Jesús Aguilar Padilla (70), Mexicaans politicus[161]
- Félix Sienra (107), Uruguayaans zeiler[162]

### 31 januari
- David Durenberger (88), Amerikaans politicus[163]
- Kadriye Nurmambet (89), Roemeens folklorist en volkszangeres[164]
- Charlie Thomas (85), Amerikaans zanger[165]

### Datum onbekend
- Tim Barlow (87), Brits acteur[166]
- Jim Bradbury (85), Brits historicus[167]
- Herman Coessens (78), Belgisch acteur[168]
- Thijs van Kimmenade (77), Nederlands beeldend kunstenaar[169]
- Julian Sands (65), Brits acteur[170]
- Miiko Taka (97), Amerikaans actrice[171]

januari ·
februari ·
maart ·
april ·
mei ·
juni ·
juli ·
augustus ·
september ·
oktober ·
november ·
december
1900 ·
1901 ·
1902 ·
1903 ·
1904 ·
1905 ·
1906 ·
1907 ·
1908 ·
1909 ·
1910 ·
1911 ·
1912 ·
1913 ·
1914 ·
1915 ·
1916 ·
1917 ·
1918 ·
1919 ·
1920 ·
1921 ·
1922 ·
1923 ·
1924 ·
1925 ·
1926 ·
1927 ·
1928 ·
1929 ·
1930 ·
1931 ·
1932 ·
1933 ·
1934 ·
1935 ·
1936 ·
1937 ·
1938 ·
1939 ·
1940 ·
1941 ·
1942 ·
1943 ·
1944 ·
1945 ·
1946 ·
1947 ·
1948 ·
1949 ·
1950 ·
1951 ·
1952 ·
1953 ·
1954 ·
1955 ·
1956 ·
1957 ·
1958 ·
1959 ·
1960 ·
1961 ·
1962 ·
1963 ·
1964 ·
1965 ·
1966 ·
1967 ·
1968 ·
1969 ·
1970 ·
1971 ·
1972 ·
1973 ·
1974 ·
1975 ·
1976 ·
1977 ·
1978 ·
1979 ·
1980 ·
1981 ·
1982 ·
1983 ·
1984 ·
1985 ·
1986 ·
1987 ·
1988 ·
1989 ·
1990 ·
1991 ·
1992 ·
1993 ·
1994 ·
1995 ·
1996 ·
1997 ·
1998 ·
1999 ·
2000 ·
2001 ·
2002 ·
2003 ·
2004 ·
2005 ·
2006 ·
2007 ·
2008 ·
2009 ·
2010 ·
2011 ·
2012 ·
2013 ·
2014 ·
2015 ·
2016 ·
2017 ·
2018 ·
2019 ·
2020 ·
2021 ·
2022 ·
2023 ·
2024 ·
2025